# هيلدسهايم (مقاطعة)
هيلدسهايم (بالألمانية: Landkreis Hildesheim)هي مقاطعة في سكسونيا السفلى، ألمانيا، يحدها من الشمال (في إتجاه عقارب الساعة) عدة مقاطعات وهي باينه فولفنبوتل ومنطقة هانوفر
وجوسلار ونورتهايم وهولتسميندن وهاملن - بيرمونت.

## توأمة
لهيلدسهايم (مقاطعة) اتفاقيات توأمة مع:
- بادنغ

## روابط خارجية
- Official website (in German)(بالألمانية)

Coordinates: 52°05′N 9°55′E / 52.08°N 9.92°E